# Urva smithii
Urva smithii (мангуста руда) — рід ссавців, представник ряду хижих із родини мангустових.

## Поширення
Руда мангуста зустрічається в Південній Індії, центральній Індії, і Шрі-Ланці. Є нові дані про присутність цієї мангусти в північній Індії. Більшість записів цього виду з лісових масивів, у тому числі сухих лісів, посушливих чагарників і порушених лісів, хоча є також менше записів з відкритих місцевостей і відокремлених рисових полів і його ніколи не побачили поблизу людських поселень. Діапазон висот від 50 до 2200 м в Південній Індії.

## Поведінка
Руда мангуста сутінкова, полює як вдень, так і вночі й веде принаймні частково деревне існування, так як він полює, харчується і відпочиває деревах. В Індії, його іноді бачать вбитим на дорозі.

## Загрози та охорона
Здається, що немає серйозних загроз для виду, хоча він перебуває під тиском мисливства і потрапляння в пастки. Зустрічається на численних охоронних територіях. У центральній Індії люди вважають мангусту священною, і, таким чином, не вбивають там.